# Nguyễn Công Vượng
Nguyễn Công Vượng (sinh 20 tháng 2 năm 1980; nghệ danh Vượng Râu) là một Đạo diễn & nghệ sĩ Hài Việt Nam.

## Tiểu sử
Anh sinh ra tại làng Ngọc Tiên, xã Xuân Hồng, huyện Xuân Trường, tỉnh Nam Định. 
Năm 1999 đến 2003 học diễn viên Kịch Hát tại Trường Sân khấu & Điện ảnh HN
Tốt nghiệp xuất sắc sau đó làm tự do không về Cơ quan, Nhà hát nào.
Từ năm 2007 đến 2011 học Đạo diễn tại Trường Sân khấu & Điện ảnh HN
Từ năm 2005 lập Công Ty Cổ Phần Truyền thông Hồng Phúc NCV Studio với thương hiệu Nụ cười Vàng Entertainment chuyên sản xuất các chương trình giải trí dành cho khán giả vào những dịp Tết Cổ Truyền.
Từ năm 1986 đến năm 1999 học tại các trường Tiểu học Xuân Hồng B, THCS Xuân Hồng B, Trường THPT Xuân Trường A

### Tự ứng cử đại biểu quốc hội 2016
Năm 2016, Nguyễn Công Vượng tự ứng cử trong cuộc Bầu cử Quốc hội Việt Nam khóa XIV. Anh chia sẻ: "Tôi tham gia tự ứng cử vì muốn thay đổi nếp nghĩ về nghệ sĩ. Đừng nghĩ nghệ sĩ hay những người hoạt động nghệ thuật là bông phèng, thiếu hiểu biết và vốn sống xã hội. Tôi cũng muốn thể hiện bản lĩnh, quyền công dân của mình và trách nhiệm phải cất lên tiếng nói". Bị chỉ trích trên tờ báo Petrotimes vì hành động này, Công Vượng cho là mình bị vu khống. Trả lời phỏng vấn BBC Tiếng Việt, anh cho biết là mình bị vu khống, và sẽ viết đơn yêu cầu báo Petrotimes hạ bài và xin lỗi, nếu không anh sẽ đưa báo ra tòa.

## Các chương trình tham gia
Từ năm 2000 cộng tác viên cho Trung tâm Sản Xuất Phim Truyền Hình Đài THVN đến năm 2005.

## Các Phim Đã Tham Gia
- 1.Bình Minh Màu Đỏ vai Đồng chí Nguyễn Văn Trân (Bí thư TW Hà Nội - Đạo diễn: NSND Trần Phương
- 2. Bánh Đa Bánh Dày - Đạo diễn: NSUT Đỗ Chí Hướng
- 3. Lãnh Địa Đen vai Lý - Đạo diễn: NSUT Mai Hồng Phong
- 4. Vận May vai Lâm Lợn - Đạo diễn: NSƯT Lê Đức Tiến
- 5. Ma Làng vai Lọt - Đạo diễn: NSND Nguyễn Hữu Phần (2007)
- 6. Qua Ngày Giông Bão
- 7. Làng Ven Đô (2007)
- 8. Bí Mật Của Những Cuộc Đời - Đạo diễn: NSND Nguyễn Hữu Phần, Vũ Hồng Sơn (2005)
- 9. Cưới Đi Kẻo Ế 1, 2, 3, 4

## Văn Học
Văn Học không phải là năng khiếu nhưng là một phần trong con đường sân khấu của Nguyễn Công Vượng. 
- Bắt đầu cầm bút viết kịch bản năm 1998.
- Năm 2000 tác phẩm Thất Nam & Ngũ Nữ được phát sóng lần đầu tiên trên Truyền hình Việt Nam.
- Rồi sau này anh viết và đồng tác giả với nhiều kịch bản hài phát sóng Truyền hình.

Các tác phẩm viết riêng gồm:
- 1. Trên dưới 1000 bài thơ
- 2. Kịch bản: Truyện Thông Gia 1, 2, 3
- 3. Kịch bản: Tham Thì Thâm (Hoài Linh đóng)
- 4. Kịch bản: Thầy Ra Phố 1, 2
- 5. Kịch bản: Phim Cưới Đi Kẻo Ế 1, 2, 3, 4
- 6. Kịch bản: Cô Đôi Dựng Chuyện (Khánh Thi đóng)
- 7. Kịch bản: Phụ Huynh Khó Tính (Chí Tài Đóng)
- 8. Kịch bản: Tết Vạn Lộc 1, 2, 3, 4
- 9. Kịch bản: Kỳ Phùng Địch Thủ 1, 2
- 10. Kịch bản: Mừng Thọ Mẹ
- 11. Kịch bản: Mất Cái Ví
- 12. Kịch bản: Vu Lan Nhớ Mẹ
- Bên cạnh đó còn rất nhiều tác phẩm chưa công bố.

## Tổng Đạo diễn Các Chương Trình
- 1. Cười Cái Sự Đời 1, 2, 3, 4
- 2. Bắc Nam Cùng Cười
- 3. Mr. Vượng Râu In Asia
- 4. Tết Vạn Lộc 1, 2, 3, 4, 5, 6
- 5. Live Show Hồ Quang 8 - 28 Năm Ca Hát 2017
- 6. Live Show Mr. Vượng Râu 22 Năm Khóc Cười 2019
- 7. Vườn Hoa Âm nhạc Và Tiếng Cười 2008

## Các tác phẩm đã tham gia
Công ty truyền thông nghệ thuật giải trí - Hãng phim ncv gọi tắt là Nụ cười Vàng Entertainment được thành lập tháng 5 năm 2005
Với 13 năm thành lập Công ty NCV đã góp một phần vào việc quảng bá văn hoá và gửi tới khán giả trong và ngoài nước những tác phẩm nghệ thuật mang tính nhân văn ca ngợi quê hương đất nước, ca ngợi truyền thống Văn Hoá Việt Nam như 
- Thầy Ra Phố
- Tham Thì Thâm,
- Cười Cái Sự Đời,
- Bắc Nam Cùng Cười,
- Chuyện Thông Gia,
- Thầy Già Con Hát Trẻ,
- Kỳ Phùng Địch Thủ,
- Cưới Đi Kẻo Ế 1, 2, 3, 4
- Tết Vạn Lộc 1, 2, 3, 4, 5
- Live show kỷ niệm 28 năm ca hát của Hồ Quang 8
- Live show Mr. Vượng Râu 22 năm Khóc - Cười

Đặc biệt những năm gần đây Công ty NCV Entertainment đã sản xuất chuỗi chương trình Tết Vạn Lộc 1, 2, 3, 4, 5 và live show Hồ Quang 8, Live Show Vượng Râu đã thêm vào mặt trận văn hoá những tác phẩm nghệ thuật mang tính nghệ thuật và giải trí cao được hàng chục triệu khán giả trong cả nước và nước ngoài yêu mến đón nhận.
Năm 2017 đã cùng sở Văn Hoá Thể thao và Du lịch Hà Nội sản xuất bộ DVD Chầu Văn nhân dịp Unesco công nhận nghi lễ Chầu Văn là văn hoá phi vật thể của nhân loại. Để quảng bá văn hoá dân gian Việt Nam ra khắp mọi miền Tổ Quốc

## Gia đình
Cha là Nguyễn Công Quỳnh - 1943 Cán bộ lao động tiền lương Các mỏ than Quảng Ninh- PGĐ Xí Nghiệp Gạch Ngói Xuân Châu - Hà Nam Ninh. Mẹ là bà Phạm Thị Tuyết - 1946 Cựu Giáo chức cấp 1 - 2 Hà Nam Ninh

## Giải thưởng
- Nghệ sĩ Tiêu Biểu của năm 2019 do Bộ Văn Hoá Thể thao & Du lịch - Cục Nghệ thuật Biểu diễn trao tặng (lần đầu tiên tổ chức)
- Huy Chương Vàng hội diễn Kịch Nói Toàn Quốc,
- Bằng Kỷ Lục Việt Nam về nghệ sĩ đảm nhiệm nhiều vai trò một lúc thành công nhất (Đạo diễn -Diễn viên - Biên Kịch)
- Bằng Công Nhận Nghệ Nhân Dân Gian Việt Nam 2017
- Bằng Khen Unessco về Đóng Góp Bảo Tồn Văn Hoá Dân tộc 2017
- Bằng Khen Bộ Văn Hoá TT & Du lịch 2017
- Huy Chương Vàng Hội Diễn Sân khấu Kịch Nói Chuyên nghiệp 2018
- Huy Chương Bạc Vở Diễn "Dưới Ánh Đèn" 2018